# Літня Універсіада 2015
Літня Універсіада 2015 — XXVIII всесвітня літня Універсіада, що пройшла у Кванджу (Республіка Корея) з 3 по 14 липня 2015 року. Це — третя Універсіада, що проходить в Кореї. Універсіда проходить попри те, що зараз у Південній Кореї епідемія Близькосхідного респіраторного синдрому, від якої вже загинуло понад 30 осіб.

## Вибір міста
Претендентами на проведення Універсіади 2015 були Едмонтон (Канада), Тайбей (Тайвань) і Кванджу (Республіка Корея). З економічних причин свою кандидатуру на проведення Універсіади зняла Познань (Польща). Віго і Ґранада (Іспанія) зняли свою кандидатуру через проведення зимової Універсіади 2015. Також зняло свою кандидатуру місто Бразиліа (Бразилія). Заявки Гамбурга і Вітербо не були правильно оформлені. 23 травня 2009 було оголошено, що столицею Універсіади 2015 став Кванджу . Кванджу раніше претендував на проведення літньої Універсіади 2013 року, але поступився в боротьбі за проведення Казані.

## Стадіони та арени

### Кванджу
- Кванджу Ворлд Кап Стедіум: церемонії, легка атлетика, футбол;
- Спортивний зал коледжу Dongkang: баскетбол;
- Спорткомплекс Yeomju: баскетбол;
- Міжнародний центр водних видів спорту: плавання, дайвінг;
- Критий Центр водних видів спорту Yeomju: водне поло;
- Спортивний комплекс Bitgoeul: дзюдо;
- Спортивний зал Жіночого Університету Кванджу: гімнастика;
- Футбольне поле університету Хонам: футбол;
- Міжнародний Тенісний корт Jinwol: теніс;
- Критий Тенісний корт Yeomju: теніс;
- Конференц-центр Кім Де Чжун: фехтування.
- Кванджу чемпіонске поле KIA: бейсбол;
- Бейсбольний стадіон Mudeung: бейсбол;
- Міжнародний центр зі стрільби з лука Кванджу: стрільба з лука;
- Спортивний зал університету Chosun: тхеквондо;
- Спортивний зал університету Хонам: волейбол;
- Спортивний зал університету Кванджу: баскетбол.

### Чолла-Намдо

#### Посон
- Посонський стадіон: футбол

#### Куре
- Критий спортзал Куре: гандбол

#### Хвасун
- Спортивний центр Hwasun Hanium Culture: бадмінтон

#### Чансон
- Спортивний зал Чансон Хон Гіль-Дон: настільний теніс
- Чансонська озерна регата: плавання

#### Мокпхо
- Міжнародний центр футболу Мокпхо: футбол

#### Муан
- Муанський критий стадіон: баскетбол

#### Наджу
- Спортивний зал університету Dongshin: волейбол
- Стадіон Наджу: футбол
- Гольф-клуб Naju Gold Lake: гольф
- Тир Jeollanamdo: стрільба
- Критий стадіон Наджу: гандбол

#### Сунчхон
- Спортивний зал Palma: волейбол

#### Йонгван
- Спортивний зал Йонгван: баскетбол
- Футбольний стадіон Йонгван: футбол.

### Чолла-Пукто

#### Кочхан
- Спортивний зал округа Кочхан: гандбол
- Стадіон Кочхан: футбол.

#### Чонип
- Стадіон Чонип: футбол.

### Чхунчхон-Пукто

#### Чхунджу
- Міжнародна регата озера Тангеум: академічне веслування.

## Види спорту
Змагання проводяться з 21 виду спорту:
- Академічне веслування
- Бадмінтон
- Баскетбол
- Бейсбол
- Водне поло
- Волейбол
- Гандбол
- Гольф
- Дзюдо
- Легка атлетика
- Настільний теніс
- Плавання
- Стрибки у воду
- Спортивна гімнастика
- Стрільба
- Стрільба з лука
- Теніс
- Тхеквондо
- Фехтування
- Футбол
- Художня гімнастика.

З-поміж цих видів 13 включаються в програми міжнародних студентських ігор обов'язково: баскетбол, водне поло, волейбол, дзюдо, легка атлетика, плавання, стрибки у воду, теніс великий і настільний, спортивна і художня гімнастика, футбол і фехтування. Решта пропонує оргкомітет кожної конкретної Універсіади. У порівнянні з програмою Універсіади 2013 в Казані, в програму додалися бейсбол, гандбол, гольф, стрільба з лука та тхеквондо. А не повторюються у 2015 році змагання з боксу, боротьби на поясах, веслування на байдарках і каное, пляжного волейболу, регбі, самбо, синхронного плавання, важкої атлетики, хокею на траві та шахів.

## Медальний залік
| Місце | Країна            | Золото | Срібло | Бронза | Загалом |
| ----- | ----------------- | ------ | ------ | ------ | ------- |
| 1     | Південна Корея    | 47     | 32     | 29     | 108     |
| 2     | Росія             | 34     | 39     | 49     | 122     |
| 3     | КНР               | 34     | 22     | 16     | 72      |
| 4     | Японія            | 25     | 25     | 35     | 85      |
| 5     | США               | 20     | 15     | 18     | 53      |
| 6     | Франція           | 13     | 9      | 8      | 30      |
| 7     | Італія            | 11     | 14     | 17     | 42      |
| 8     | Україна           | 8      | 17     | 6      | 31      |
| 9     | Іран              | 7      | 2      | 6      | 15      |
| 10    | Китайський Тайбей | 6      | 12     | 18     | 36      |